# فیل جونز
فیلیپ آنتونی جونز (به انگلیسی: Philip Anthony Jones) (زاده ۲۱ فوریه ۱۹۹۲) بازیکن فوتبال اهل انگلستان است.

## سابقه باشگاهی

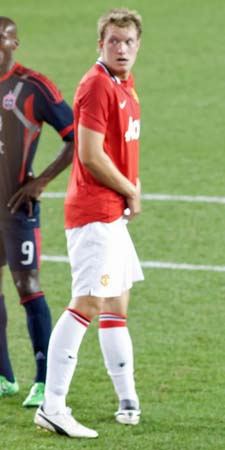
فیلیپ آنتونی جونز

### بلکبرن راورز
جونز در سال ۲۰۰۳ به عضویت تیم جوانان بلکبرن راورز درآمد. او در فصل ۲۰۰۹–۲۰۱۰ وارد تیم اصلی بلکبرن شد و قراردادی دو ساله با تیم امضاء کرد و در این تیم پیراهن شماره ۲۸ را به تن می‌کرد. او اولین بازی خود برای تیم بزرگسالان بلکبرن را در ۲۲ سپتامبر ۲۰۰۹ در قالب بازی‌های لیگ کاپ و در برابر تیم ناتینگهام فارست انجام داد. جونز اولین بازی لیگ برتری خود برای بلکبرن را در تاریخ ۱۰ مارس ۲۰۱۰ و در برابر چلسی انجام داد که بلکبرن در آن بازی به تساوی دست پیدا کرد. جونز در تاریخ ۴ می ۲۰۱۰ قراردادی ۵ ساله با باشگاه امضاء کرد. او در فصل ۲۰۱۰–۲۰۱۱ در نقش مدافع وسط تدافعی برای بلکبرن بازی می‌کرد و در این فصل جونز توانست در کاملاً در ترکیب اصلی تیم جا بیفتد.

### منچستر یونایتد
در پایان فصل ۲۰۱۰–۲۰۱۱ باشگاه منچستر یونایتد علاقه خود برای جذب فیل جونز را اعلام کرد. در تاریخ ۱۳ ژوئن ۲۰۱۱ منچستر یونایتد اعلام کرد که به توافقات لازم برای انتقال جونز با مبلغ ۱۶٫۵ میلیون پوند رسیده‌اند که این مبلغ می‌تواند تا سقف ۲۲ میلیون پوند نیز افزایش پیدا کند. انتقال او بعد از بازگشت از بازی‌های ملی کامل شد.

## سابقه ملی
جونز اولین بازی ملی خود را برای تیم زیر ۱۹ سال انگلستان و در جریان پیروزی ۳–۱ مقابل تیم ملی ترکیه تجربه کرد.
در تاریخ ۴ اوت ۲۰۱۰ جونز وارد ترکیب تیم ملی زیر ۲۱ سال انگلستان شد.
وی در تاریخ ۷ اکتبر ۲۰۱۱ نخستین بازی ملی خود را برای بزرگسالان انگلیس در مقابل تیم ملی فوتبال مونته‌نگرو انجام داد.

## آمار دوران حرفه‌ای
به‌روزرسانی: ۱۳ مهٔ ۲۰۱۸
| باشگاه         | فصل      | لیگ      | لیگ  | لیگ | جام حذفی | جام حذفی | جام اتحادیه | جام اتحادیه | اروپا | اروپا | سایر | سایر | مجموع | مجموع |
| باشگاه         | فصل      | دسته     | بازی | گل  | بازی     | گل       | بازی        | گل          | بازی  | گل    | بازی | گل   | بازی  | گل    |
| -------------- | -------- | -------- | ---- | --- | -------- | -------- | ----------- | ----------- | ----- | ----- | ---- | ---- | ----- | ----- |
| بلکبرن         | ۲۰۰۹–۱۰  | لیگ برتر | ۹    | ۰   | ۱        | ۰        | ۲           | ۰           | —     | —     | —    | —    | ۱۲    | ۰     |
| بلکبرن         | ۲۰۱۰–۱۱  | لیگ برتر | ۲۶   | ۰   | ۰        | ۰        | ۲           | ۰           | —     | —     | —    | —    | ۲۸    | ۰     |
| بلکبرن         | مجموع    | مجموع    | ۳۵   | ۰   | ۱        | ۰        | ۴           | ۰           | —     | —     | —    | —    | ۴۰    | ۰     |
| منچستر یونایتد | ۱۲–۲۰۱۱  | لیگ برتر | ۲۹   | ۱   | ۱        | ۰        | ۱           | ۰           | ۹     | ۱     | ۱    | ۰    | ۴۱    | ۲     |
| منچستر یونایتد | 2012–13  | لیگ برتر | ۱۷   | ۰   | ۴        | ۰        | ۰           | ۰           | ۳     | ۰     | —    | —    | ۲۴    | ۰     |
| منچستر یونایتد | 2013–14  | لیگ برتر | ۲۶   | ۱   | ۰        | ۰        | ۴           | ۱           | ۸     | ۱     | ۱    | ۰    | ۳۹    | ۳     |
| منچستر یونایتد | 2014–15  | لیگ برتر | ۲۲   | ۰   | ۲        | ۰        | ۰           | ۰           | —     | —     | —    | —    | ۲۴    | ۰     |
| منچستر یونایتد | 2015–16  | لیگ برتر | ۱۰   | ۰   | ۰        | ۰        | ۱           | ۰           | ۲     | 0     | —    | —    | ۱۳    | ۰     |
| منچستر یونایتد | 2016–17  | لیگ برتر | ۱۸   | ۰   | ۲        | ۰        | ۳           | ۰           | ۳     | ۰     | ۰    | ۰    | ۲۶    | ۰     |
| منچستر یونایتد | ۱۸–۲۰۱۷  | لیگ برتر | ۲۳   | ۰   | ۱        | ۰        | ۰           | ۰           | ۰     | ۰     | ۰    | ۰    | ۲۴    | ۰     |
| منچستر یونایتد | مجموع    | مجموع    | ۱۴۵  | ۲   | ۱۰       | ۰        | ۹           | ۱           | ۲۵    | ۲     | ۲    | ۰    | ۱۹۱   | ۵     |
| مجموع کل       | مجموع کل | مجموع کل | ۱۸۰  | ۲   | ۱۱       | ۰        | ۱۳          | ۱           | ۲۵    | ۲     | ۲    | ۰    | ۲۳۱   | ۵     |

1. ↑  شش بازی و یک گل در لیگ قهرمانان اروپا، سه بازی در لیگ اروپا
2. 1 2  بازی در جام خیریه انگلستان
3. 1 2 3  بازی‌ها در لیگ قهرمانان اروپا
4. ↑  بازی‌ها در لیگ اروپا

## افتخارات

### باشگاهی
منچستر یونایتد
- لیگ برتر فوتبال انگلستان: ۱۳–۲۰۱۲[۲۱]
- جام حذفی فوتبال انگلستان: ۱۶–۲۰۱۵[۲۲]
- جام خیریه انگلستان: ۲۰۱۱، ۲۰۱۳[۲۱]
- لیگ اروپا: ۱۷–۲۰۱۶[۲۳]

جام اتحادیه انگلستان:۲۰۱۷